# Кургани (Березнівська міська громада)
Курга́ни — село в Україні, у Рівненському районі Рівненської області. Входить до складу Березнівської міської громади. Населення становить 544 осіб.

## Історія
28 жовтня 1921 р. у Кургани прибула Волинська група (командувач — Юрій Тютюнник) Армії Української Народної Республіки, яка невдовзі мала вирушити у Листопадовий рейд.
12 червня 2020 року, відповідно до розпорядження Кабінету Міністрів України № 722-р від «Про визначення адміністративних центрів та затвердження територій територіальних громад Рівненської області», увійшло до складу Березнівської міської громади.
19 липня 2020 року, в результаті адміністративно-територіальної реформи та ліквідації Березнівського району, село увійшло до складу Дубенського району.

## Населення
За переписом населення 2001 року в селі мешкало 530 осіб.

### Мова
Розподіл населення за рідною мовою за даними перепису 2001 року:
| Мова       | Відсоток |
| ---------- | -------- |
| українська | 99,63 %  |
| білоруська | 0,18 %   |
| російська  | 0,18 %   |

## Постаті
- Радіо Віталій Миколайович (1980—2024) — головний сержант Збройних сил України, учасник російсько-української війни. Герой України (2024, посмертно).